# Anel Hadžić
Anel Hadžić (* 16. August 1989 in Velika Kladuša) ist ein ehemaliger bosnischer Fußballspieler, der auch die österreichische Staatsbürgerschaft besitzt.

## Karriere

### Verein

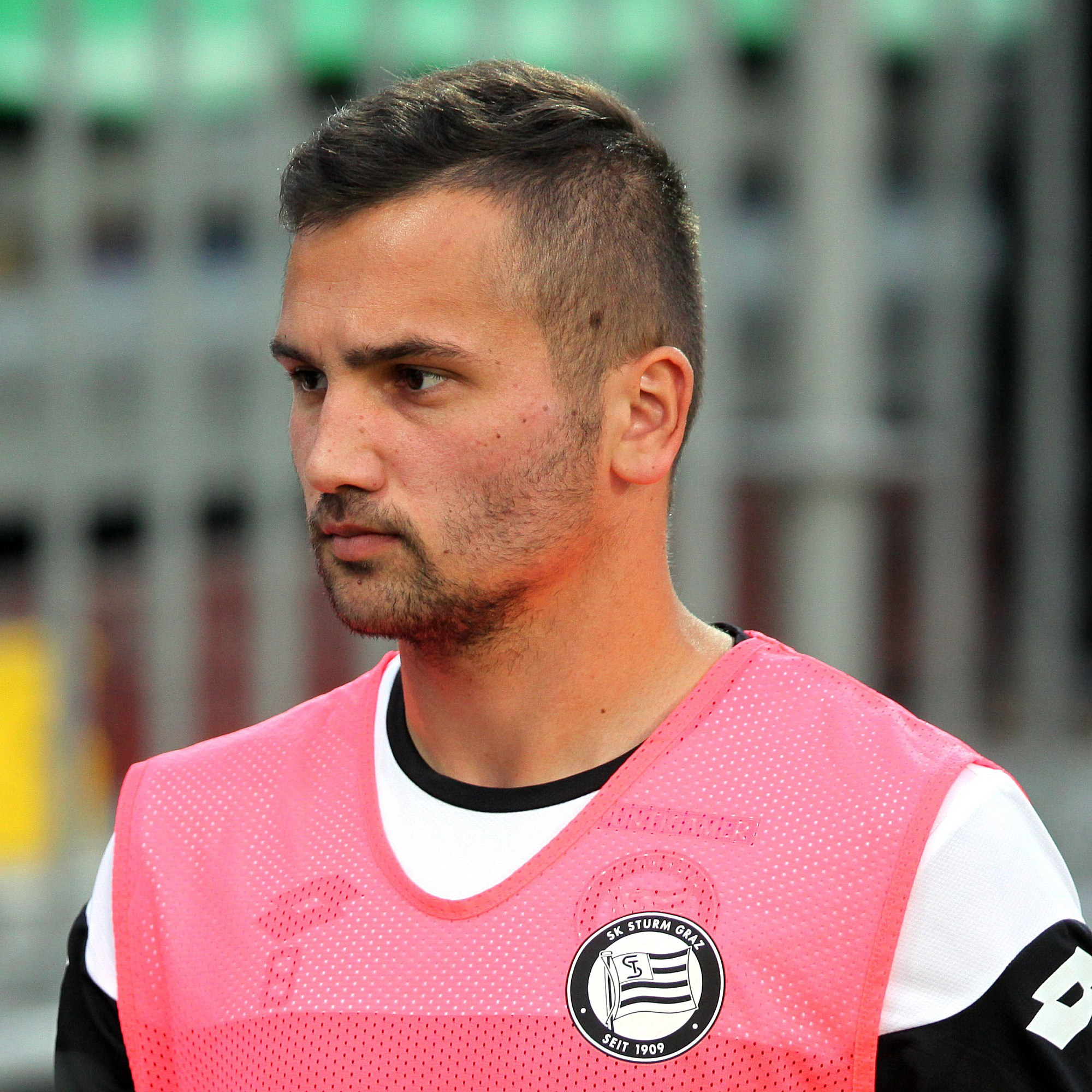
Anel Hadžić im Trikot des SK Sturm Graz (2015)

Aufgrund seines Talents wechselte Hadžić 1999 als Zehnjähriger vom FC Andorf in die Nachwuchsabteilung der SV Ried. 2003 kam er in die Fußballakademie Oberösterreich West, wo er neben der fußballerischen Ausbildung seine schulische Ausbildung in der Handelsschule erhielt.
2007 kehrte der gebürtige Bosnier wurde wieder zu seinem Stammverein SV Ried zurück und unterschrieb einen Vertrag als Fußballprofi. Bereits im Herbst gab er sein Debüt in der österreichischen Bundesliga. Am 29. September 2007 (13. Spieltag) wurde er im Spiel gegen den SK Austria Kärnten in der 90. Minute für Peter Hackmair eingewechselt. In der Saison 2007/08 war Hadžić ebenso für den FC Wels (Regionalliga Mitte), den Kooperationspartner der SV Ried, spielberechtigt. Seit der Saison 2008/09 kam der beidfüßige Abwehr- und defensive Mittelfeldspieler nur mehr bei der SV Ried zum Einsatz. In seinem 46. Meisterschaftsspiel in der Bundesliga erzielte Hadžić am 25. Oktober 2009 im Spiel FC Red Bull Salzburg gegen die SV Ried (1:1) sein erstes Bundesligator für die Oberösterreicher. 2010/11 wurde er mit der SV Ried österreichischer Pokalsieger.
2013 wechselte er zum SK Sturm Graz. Sein Vertrag lief bis 2016.
Im Jänner 2016 wechselte er in die Türkei zum Erstligisten Eskişehirspor. Am 7. März 2016 erzielte er bei der 1:3-Niederlage seines Vereins gegen Besiktas Istanbul sein erstes Tor für Eskişehirspor. Am Saisonende verließ er diesen Verein wieder.
Im August 2016 wechselte er zum ungarischen Erstligisten Videoton FC, bei dem er einen Zweijahresvertrag erhielt. In der Saison 2017/18 konnte er mit dem Verein die Meisterschaft feiern. Für den Verein aus Székesfehérvár kam er zu 85 Einsätzen in der Nemzeti Bajnokság, ehe er seinen Vertrag im April 2020 auflöste. Nach über einem halben Jahr ohne Verein kehrte Hadžić im Jänner 2021 nach Österreich zurück und schloss sich dem Zweitligisten FC Wacker Innsbruck an, bei dem er einen bis Juni 2021 laufenden Vertrag erhielt. In Innsbruck konnte er sich allerdings nicht durchsetzen, bis zum Ende der Saison 2020/21 kam er zu zehn Einsätzen in der 2. Liga, wobei er jedoch nur einmal von Beginn an spielte. Nach seinem Vertragsende verließ er die Tiroler wieder und kehrte zum Regionalligisten FC Wels zurück.
Für die Welser kam er zu 15 Regionalligaeinsätzen. Im Dezember 2021 beendete er dann seine Karriere und wanderte nach Dubai aus, wo er seitdem als Immobilienmakler tätig ist.

### Nationalmannschaft
Am 9. September 2009 debütierte Hadžić in der österreichischen U-21-Nationalmannschaft, als er im Spiel gegen Albanien in der 88. Spielminute für Andreas Weimann eingewechselt wurde.
Am 5. März 2014 gab er sein Debüt für die bosnische A-Nationalmannschaft in einem Freundschaftsspiel im Innsbrucker Tivolistadion gegen Ägypten. Anfang Juni 2014 wurde er von Nationaltrainer Safet Sušić in den endgültigen Kader für die WM 2014 der bosnischen Nationalmannschaft aufgenommen. Am 25. Juni 2014 bestritt er in der Arena Fonte Nova, Salvador (Bahia) gegen Iran sein erstes WM-Spiel für Bosnien und Herzegowina.

## Persönliches
Sein Bruder Elvir (* 1999) ist ebenfalls Fußballspieler. Demir Hadžić (* 1998), der Cousin der beiden, ist ebenfalls Fußballspieler, brachte es als solcher jedoch nicht über den Amateurbereich hinaus.

## Erfolge
- Österreichischer Pokalsieger: 2011
- Ungarischer Meister: 2018